# Friedrich Stock (Politiker, 1877)

Friedrich Stock

Friedrich Wilhelm Stock (* 13. April 1877 in Berlin; † 26. Januar 1937 ebenda) war ein deutscher Pädagoge und Politiker (DtSP, NSFP).

## Leben und Beruf
Stock wurde als Sohn eines Lehrers geboren. Nach dem Besuch der Volksschule, der Höheren Webschule Berlin sowie der Handelshochschule Berlin absolvierte er das Lehrerseminar und trat 1898 in den Berliner Volksschuldienst ein. Von 1913 bis 1917 war er nebenamtlich Kreisjugendpfleger der Stadt. 1917 wurde er Ortsvorsitzender des Zentralvereins für Schülerwanderungen.

## Politik
Stock war zunächst Mitglied der Deutschsozialen Partei (DtSP) und wurde bei der Reichstagswahl im Mai 1924 in den Deutschen Reichstag gewählt, dem er bis Dezember 1924 angehörte. Im September 1924 trat er in die Nationalsozialistische Freiheitspartei (NSFP) ein. Von 1924 bis 1928 war er für die NSFP Mitglied des Preußischen Landtages. Nach der Machtergreifung der Nationalsozialisten trat Stock am 1. Mai 1933 der NSDAP bei.